# اچ‌ام‌اس ولورین (۱۸۰۵)
اچ‌ام‌اس ولورین (۱۸۰۵) (به انگلیسی: HMS Wolverine (1805)) یک کشتی بود که طول آن ۱۰۰ فوت ۱ ۱⁄۲ اینچ (۳۰٫۵ متر) بود. این کشتی در سال ۱۸۰۵ ساخته شد.